# Donald Maclean
Donald Duart Maclean (25 de mayo de 1913, Marylebone, Londres - 6 de marzo de 1983, Moscú) fue un diplomático británico y miembro de Los cinco de Cambridge o Círculo de Cambridge, grupo de espías británicos que se infiltraron en el MI5, el MI6, o el servicio diplomático que trabajó como espías para la Unión Soviética en la Segunda Guerra Mundial. Fue reclutado por el Servicio de Inteligencia de la Unión Soviética como agente encubierto, también llamado topo, mientras estudiaba en la universidad de Cambridge. Como premio por sus actividades de espionaje, Maclean fue ascendido a coronel en la KGB de la Unión Soviética.
Estudió en la Escuela Gresham, en Holt, y en Trinity Hall, en Cambridge. Era hijo del político del partido Liberal Sir Donald Maclean, que fue presidente de la oposición del parlamento durante los dos años después de la Primera Guerra Mundial.

## Biografía

### Infancia y estudios
Donald Duart Maclean nació en Londres, hijo de Sir Donald Maclean y Gwendolen Margaret Devitt. Su padre fue elegido presidente del grupo de los 23 diputados independientes que apoyaron a Herbert Asquith del Partido Liberal en la Cámara de los Comunes, mientras que la mayoría de los diputados liberales habían seguido a Lloyd George cuando este se unió al partido de la Coalición Liberal en las elecciones parlamentarias de noviembre de 1918. El partido Laborista carecía de líder y Sinn Fein no ocupó sus escaños en la Cámara, por lo que el padre de Maclean se convirtió en Líder de la Oposición. Los padres de Maclean poseían viviendas en Londres (más tarde en Buckinghamshire) así como en la zona fronteriza con Escocia, donde Maclean padre representaba a la circunscripción de Peebles y South Midlothian, aunque la familia residía principalmente en Londres y alrededores. Maclean se crio en un hogar muy politizado, con constantes debates sobre la actualidad internacional. En 1931 su padre entró a formar parte del gobierno de la coalición como ministro de Educación.
La educación de Maclean se inició en el internado de St. Ronan’s en Worthing. A los 13 años se le envió al Gresham’s School en Norfolk, donde permaneció entre 1926 y 1931, cuando alcanzó la edad de 18 años. En Gresham coincidió con Lord Simon of Glaisdale, James Klugmann (1912-77), Roger Simon (1913-2002), Benjamin Britten (1913-76) y el científico Sir Alan Lloyd Hodgkin.
En esa época se le consideraba a Gresham como un centro escolar liberal y progresista. Entre sus egresados ya figuraba Tom Wintringham (1898 – 1949) historiador militar marxista, periodista y autor. James Klugmann y Roger Simon acompañaron a Maclean en Cambridge y se afiliaron al Partido Comunista más o menos en la misma época. Klugmann se convirtió en historiador oficial del Partido Comunista británico, y Simon en diputado del ala izquierda del laborismo.
Cuando Maclean tenía 16 años, a su padre ganó las elecciones como diputado de la circunscripción de North Cornwall (Cornualles del Norte) y pasó una temporada en aquella región durante las vacaciones escolares.

### Cambridge
Después de terminar sus estudios secundarios en Gresham, Maclean consiguió una plaza en Trinity Hall, Universidad de Cambridge, donde empezó la carrera de Lenguas Modernas en 1931. Durante su estancia allí se afilió al Partido Comunista. Durante su segundo año en Cambridge falleció su padre, y durante el último curso de la carrera Antony Blunt lo reclutó para los servicios soviéticos de inteligencia, pasando así a integrar el grupo de los cinco de Cambridge. Terminó la carrera de Lenguas Modernas con la nota más alta del sistema británico (Honores de Primera Clase) y se presentó a las oposiciones de la función pública. En el último ejercicio, uno de los miembros del tribunal examinador le preguntó si había apoyado al comunismo durante sus años universitarios, aparentemente porque el tribunal era consciente de un viaje que había realizado Maclean a Moscú durante el segundo curso de su carrera en Cambridge.
Maclean respondió:
«En Cambridge, al principio, sí lo apoyaba», dijo «pero poco a poco me está decepcionando». Su aparente sinceridad satisfizo a los miembros del tribunal. Blunt le había enseñado cómo evitar esta y otras trampas que potencialmente le podrían haber incriminado.

### Londres
En 1934, Maclean empezó a trabajar en el Ministerio de Relaciones Exteriores y de la Mancomunidad de Naciones. Allí estaba bajo en control operativo de Anatoli Gorsky, rezident de la OGPU. Gorsky, nombrado en 1939 después de la desaparición de toda la rezidentura londinense, utilizó a Vladimir Borisovich Barkovsky, recién titulado de la Escuela de Inteligencia de Moscú, como el agente especializado encargado de Maclean.
El escritor Cyril Connolly describe al Maclean de esa época como rubio, alto, con mucha fuerza física latente pero con sobrepeso y algo flácido. La impresión que causaba a la gente era de una persona amable pero a la vez con debilidades. No parecía ser un animal político pero sí el típico joven listo e indefenso de las novelas de Aldous Huxley, un querubín enorme con intenciones amorosas pero demasiado tímido y torpe para llevarlas a buen término. Buscó refugio en los círculos emancipados e impulsivos de Bloomsbury y Chelsea.
En 1937, el contacto ruso de Maclean decidió paralizar los contactos con él. En cita tras cita no se presentaba nadie. Luego, Kitty Harris apareció en lugar del controlador habitual y dijo la frase convenida «A qué no te esperabas ver a una dama ¿verdad?» dijo ella. «No, pero es una sorpresa agradable» respondió él. A Harris se le había dicho que Maclean era el espía más importante y que debía cuidarlo como la joya de la corona. Él visitaba el apartamento de Harris en Bayswater al salir de trabajar, con documentos que se iban a fotografiar. Llegaba con flores y chocolatinas junto con los documentos, y en mayo de 1938 hicieron una cena para celebrar sus cumpleaños. Maclean llegó con un ramo de rosas, una botella de vino tinto y un colgante con forma corazón con una fina cadena de oro. Cenaron comida preparada que habían adquirido fuera y escucharon la música de Glenn Miller en la radio. Fue la primera noche que hicieron el amor y, fiel a su misión, Harris se lo comunicó a su controlador, Grigoriy Grafpen.
A lo largo de los próximos dos años se fotografiaron 45 cajas de documentos y dichas fotografías se enviaron a Moscú. «Era una intermediaria entre Maclean y su controlador del KGB» dijo Geoffrey Elliot, autor junto con Igor Damaskin, antiguo oficial del KGB, de un libro sobre Harris.

### París
Maclean fue destinado a la Embajada Británica en París y Harris le siguió. Su relación continuó hasta la boda de Maclean con Melinda Marling. Hija de un ejecutivo petrolífero de Chicago, sus padres se habían divorciado cuando era adolescente y su madre se había trasladado a Europa. En octubre de 1929, Melinda y sus hermanas asistían a un centro escolar en Vevey cerca de Lausanne, donde su madre residía en un chalet alquilado, y pasaban sus vacaciones en Juan-Les-Pins en Francia.
Se había matriculado en la Sorbona para estudiar literatura francesa. Fue Mark Culme-Seymour quien le presentó a Maclean en el Café Flore del Barrio Latino de París en enero de 1940. Más tarde, Culme-Seymour describió a Marling como «bastante bonita y vivaz, pero reservada. Pensaba que era un poco remilgada. Siempre iba bien vestida, con carmín de color llamativo, el pelo con permanente, collar doble de perlas al cuello. Aparentemente, sus intereses se limitaban a la familia, los amigos, la ropa y las películas de Hollywood.»
En los años 50, Culme-Seymour buscó a los Maclean en su exilio en Moscú, y encontró a una Melinda muy diferente. Esta le dijo que era consciente desde el principio que acabaría en Rusia, incluso antes de la deserción de Maclean. Para entonces, Maclean tenía mal aspecto y evidentemente consumía mucho alcohol, pero su esposa parecía estar muy bien. Y cuando hizo un comentario que insinuaba una leve crítica a la Unión Soviética, ella «se le echó encima» en seguida.
Los archivos soviéticos confirman este análisis. En la noche que conoció a Melinda, Maclean le dijo a Harris que creía que esta tenía más personalidad de la que aparentaba. «Me gustaron sus opiniones. Es liberal, está a favor del Frente Popular y no le importa codearse con comunistas a pesar de tener unos padres acomodados. Había una rusa blanca, una de sus amigas, que atacó a la Unión Soviética y Melinda polemizó con ella. Hablábamos el mismo idioma.»
Maclean le pidió la mano pero Melinda no se acababa de decidir y sufría por ello. Maclean le gustaba demasiado como para decirle que no abiertamente pero, al mismo tiempo, no podía aceptarle. Quería volver a los Estados Unidos para meditar la decisión. Sin embargo, Maclean se opuso diciendo que, si se fuera, no podría regresar a Europa hasta que la guerra hubiera terminado. Por fin, Melinda decidió que no podía contraer matrimonio con él. Él le llevaría en coche hasta Burdeos para embarcar. Pero los acontecimientos se adelantaron con el colapso de Francia. Melinda cambió de parecer. Se casaron el 10 de junio de 1940 en el ayuntamiento local con el ruido de fondo de los cañonazos.
Maclean confesó su papel de diplomático, comunista y espía. Corría un riesgo enorme, y muy poco característico en él en aquel entonces, pero tranquilizó a Harris al decirle que Melinda no solo había reaccionado de forma positiva sino que había «prometido ayudar en cuanto podía – y tiene buenos contactos en la comunidad americana».
En Moscú se hizo amigo de Maclean Sam Lesser, hijo de inmigrantes judíos polacos y corresponsal de The Daily Worker, un periódico británico financiado por el KGB. El KGB se molestó cuando Lesser reveló que Melinda Maclean siempre había sido consciente de las actividades de espionaje de su esposo.
No existen pruebas de que Melinda trabajara conjuntamente con Maclean pero, mientras duró su matrimonio, le prestó apoyo en su peligrosa doble vida. Nunca fue una relación fácil. Maclean bebía en exceso y, en numerosas ocasiones, la pareja estaba a punto de la separarse. Sin embargo, permanecieron juntos hasta que ella fue a vivir con Philby.
Se escaparon en un buque de guerra británico y pasaron el resto de la guerra en Londres donde, uno tras otro, los distintos apartamentos donde residieron fueron destruidos por los bombardeos. Esto resultó muy duro para Maclean, que confesó a Harriet, la hermana de Melinda «No hay nada que me guste más que la cálida acogida que me brindan mis mejores amigos, cuando me dan asilo en sus cómodos hogares». Sus controladores soviéticos no hubieran entendido este punto de vista.

### Londres durante la Segunda Guerra Mundial
Para entonces los soviéticos habían empezado a sospechar de algunos de sus espías británicos. Elena Modrzhinskaya, una agente especialista de Moscú, consultó el expediente de Philby y señaló determinadas circunstancias sospechosas. A Londres se le advirtió de la posibilidad de que él y los demás integrantes del grupo de Cambridge podrían ser agentes británicos infiltrados.
En 1939, Dick White y Guy Liddell de MI5 entrevistaron a Walter Krivitsky (nacido como Samuel Ginsberg en Galicia, ahora Polonia) oficial de la GRU que había desertado después del asesinato de León Trotsky por agentes soviéticos en México D.F.
Krivitsky había dirigido la red GRU en Europa occidental y facilitó información sobre 61 agentes que trabajaban en el Reino Unido. No sabía sus nombres pero se refirió a uno como periodista que había trabajado para un periódico británico durante la guerra civil española.  A otro lo describió como «un escocés de buena familia, educado en Eton y Oxford, un idealista que trabajaba sin remuneración para los rusos». Estas descripciones se ajustaban a Kim Philby y Maclean, con la salvedad de los centros educativos. Sin embargo, White y Liddell no siguieron estas pistas, lo cual sugiere que la inteligencia británica era consciente de sus actividades y confiaba en ellas, en una época en la que Rusia era aliada de la Alemania nazi.  A Walter Krivitsky se le encontró muerto en el Hotel Bellevue de Washington D. C. el 10 de febrero de 1941. Inicialmente se infirió que Krivitsky se había suicidado. Sin embargo, algunos sospecharon que se había descubierto su escondite y que le habían asesinado agentes soviéticos.
Maclean seguía pasando información a Moscú desde Londres y el 16 de septiembre de 1941 comunicó la posibilidad de que se construyera una bomba de uranio en un plazo de dos años.
Esto ocurrió después de la invasión Alemania de la Unión Soviética, la cual ya se había convertido en aliada británica. Los problemas químicos para la producción de compuestos gaseosos de uranio y metal puro de uranio se estudiaron en la Universidad de Birmingham y en Imperial Chemical Industries (ICI). El Dr. Philip Baxter, de ICI, fabricó el primer lote de hexafluoruro de uranio para el catedrático Prof. James Chadwick en 1940. ICI recibió un contrato formal más tarde en ese mismo año para la fabricación de 3kg de este material esencial. ICI realizó parte del trabajo secreto de desarrollo de este proyecto en Billingham, en el noreste de Inglaterra, en virtud de un contrato gubernamental y recibió el nombre en clave de Tube Alloys. Maclean envió un informe de 60 páginas a Moscú, informe que incluía las actas de la reunión de la Comisión del Gobierno británico sobre el Proyecto de la Bomba de Uranio. Como funcionario del Ministerio de Asuntos Exteriores, Maclean no tenía acceso a documentos de esta naturaleza, por lo que se ha especulado que era un intento del gobierno británico de impresionar favorablemente y animar a Stalin, el cual, en ese momento, se planteaba huir de Moscú, ante el avance alemán hacia la ciudad.

### Washington
Posteriormente los Maclean se trasladaron a Washington D. C., donde Maclean prestó sus servicios más valiosos como espía cuando ocupaba el puesto de Primer Secretario de la Embajada británica entre 1944 y 1948. Hacia el final de este periodo asumió el cargo de Secretario de la Comisión Conjunta de Política sobre el Desarrollo Atómico.
Fue la principal fuente de información de Josef Stalin sobre la comunicación y el desarrollo de estrategias políticas entre Winston Churchill y Franklin D. Roosevelt, y posteriormente entre Churchill o Clement Attlee y Harry S. Truman. Aunque Maclean no transmitió datos técnicos sobre la bomba atómica, sí informó de su evolución y progreso, sobre todo la cantidad de plutonio de la que se disponía en EE.UU (utilizado en las bombas Fat Man). Su cargo de representante británico en el Consejo Americano-Británico-Canadiense sobre la Puesta en Común de los Secretos Atómicos, le permitió suministrar a la URSS el contenido de las reuniones de dicho Consejo. Esta información, a su vez, les permitió a los científicos soviéticos calcular el número de bombas que los EE.UU eran capaces de construir. Conjuntamente con los científicos basados en Los Álamos, Alan Nunn May, Klaus Fuchs y Theodore Hall (al que se había destapado pero a quien se le permitió seguir realizando su trabajo) los informes de Maclean a su controlador del NKVD le dieron a los soviéticos los datos básicos para poder comparar la fuerza de su propio arsenal nuclear con la de los EE.UU o el R.U.
El autor S.J. Hamrick (pseudónimo de W.T. Tyler, funcionario del Ministerio de Asuntos Exteriores) sugiere que Philby desempeñó un papel crucial en una campaña británica de desinformación durante los años 1949-50 para engañar a los soviéticos en cuanto a la capacidad nuclear anglo-americana y si estaban dispuestos a responder a una invasión soviético de Europa Occidental. Hamrick concede que no puede probar esta teoría cien por cien ─obviamente un plan tan ingenioso jamás se hubiera plasmado en documentos escritos─ pero las pruebas circunstanciales que él extrae de su estudio meticuloso de las escuchas Venona explican mucha información pública que, de otra manera, no se entiende.
Si tal campaña llegó a existir, es posible que Maclean colaborara con ella al igual que Philby, y que exagerara las cantidades de plutonio en vez de enviar los datos correctos. Stalin no creía que EE.UU empezara una guerra nuclear contra el bloque soviético a causa de incidentes menores como el bloqueo de Berlín o el suministro de armas a Korea del Norte y Vietnam del Norte. En 1948, Stalin ya había bloqueado el acceso por tierra a Berlín, pero los EE.UU y el R.U. vencieron dicho bloqueo mediante el transporte aéreo masivo de suministros. Stalin había tomado la decisión de armar y entrenar al ejército norcoreano de Kim Il Sung con vistas a una guerra ofensiva. Con toda probabilidad, los servicios británicos de inteligencia estaban buscando una manera de provocar una conducta más prudente por parte del mandatario soviético.

### El Cairo
En 1948 se le nombró Jefe de Cancillería (chargé d’affaires) en la embajada británica del Cairo. Sin embargo, en cuanto llegó, Maclean tuvo problemas con su contacto del KGB que organizaba sus reuniones en el barrio árabe. Yuri Modin explica que el británico alto y rubio, vestido de traje y corbata, con suma elegancia, sentía que destacaba como «un cisne entre gansos». Maclean sugirió que, en lugar de estos juegos absurdos y sumamente peligrosos, Melinda simplemente pasara la información a la esposa del residente soviético cuando estas coincidían en la peluquería. «Melina estaba totalmente dispuesta a hacerlo» informó Modin.
En esa época, el R.U. era la potencia más importante de Oriente Medio, con tropas destacadas tanto en la Zona del Canal de Suez como en la cercana Palestina. Por tanto, se trataba de un destino importante, en una zona donde los rusos buscaban desestabilizar a los reinos árabes, incluido Egipto, el cual recibía el apoyo del R.U. La policía británica adoptaba una política de laissez-faire o no-intervención ante la corrupción del régimen del Rey Farouk. Maclean estaba en desacuerdo y consideró que los británicos apoyaban una reforma que, por sí sola, podría salvar el país del comunismo. «Y, además de recalcar sus peligros, fue lo único que le oí decir a Maclean del comunismo» recuerda Geoffrey Hoare, corresponsal en el Cairo de News Chronicle.
Para entonces la doble vida de Maclean le estaba pasando factura. Empezó a beber, a meterse en peleas y a hablar abiertamente de su vida como espía. El segundo incidente resultó ser muy grave. En marzo de 1950 Melinda organizó un viaje por el Nilo hasta Helouan en felucca, como sorpresa para su hermana Harriet. Al llegar, les abordó un ghaffir o vigilante nocturno armado, con un rifle antiguo. Maclean se le echó encima, le quitó el rifle y lo blandió de forma amenazadora. Un colega de la embajada que intentó retenerle se rompió una pierna en la pelea. Después de otra pelea de borrachos en la que resultó destrozado el piso de una funcionaria de la embajada, Melinda tomó cartas en el asunto. Le comentó al embajador que Donald estaba enfermo y necesitaba viajar a Londres para consultar a un médico.

### Londres en un puesto de oficina
La carrera de Maclean no se vio afectada por su crisis de nervios, pero no mejoró su estado de ánimo.
Acudió al bar cerca de su casa en Kent, con Jay Sheers, su cuñado. Se quejó con amargura de su vida y su trabajo; se mofaba de sí mismo, aludiendo a sí mismo como una oveja entre un rebaño, al irse todos los días a Londres con su sombrero negro, su traje negro elegante y su maletín. Dijo que estaba harto de todo y que deseaba desesperadamente «soltar amarras».
El periodista Cyril Connolly le describió con mucho realismo tal y como le encontró en Londres en 1951 «Había perdido su serenidad, le temblaban las manos, su cara era de un color amarillo lívido… estaba infeliz y se encontraba muy mal. Cuando conversaba, era como si se bajara una persiana y se refugiara en una ansiedad básica e incomunicable.»

### La vuelta de Harris
Kitty Harris pasó el resto de la guerra en México. En 1946 volvió a una Rusia muy alejada de cómo lo soñaba. «Lo único que sé es que me encuentro muy sola» escribió en su diario durante sus últimos años. «Mi vida se ha roto en pedazos». Falleció en Gorky ─una ciudad de provincias─ en 1966. Maclean huyó a Moscú en 1951 pero no parece que se volvieran a encontrar. Sin embargo, cuando murió, llevaba el colgante con el corazón de oro con la siguiente inscripción «K de D 24.05.37».

### La información de Maclean
Se ha dicho que Maclean sugirió a Moscú que el objetivo del Plan Marshall era asegurar el dominio económico americano en Europa.
El 5 de junio de 1947 el Secretario de Estado George Marshall se dirigió a la promoción que se graduaba de Harvard. Desde la escalinata del Memorial Church en Harvard Yard, ofreció ayuda americana para promover la recuperación y la reconstrucción en Europa. La Unión Soviética se incluía entre los potenciales destinatarios de dicha ayuda, al igual que los países bajo ocupación soviética. En un principio, los EE.UU habían tenido la intención de obtener reparaciones de guerra en virtud el Plan Morgenthau, pero esta idea se había descartado. En su lugar, los EE.UU simplemente se adueñó de unas patentes y propiedad intelectual cuyo valor ascendía a unos $10,000 millones al cambio de hoy. Stalin rechazó el Plan Marshall y sus colaboradores fueron imponiendo el control del Partido Comunista en toda Europa Oriental, al tiempo que dejaron a Alemania Oriental sin planta industrial, maquinaria y científicos. Antes de la guerra, Stalin había detenido a los expertos técnicos occidentales bajo la acusación de ser espías y, al parecer, Maclean contribuyó a la paranoia con respecto a la ayuda estadounidense.
Se dice que Maclean hizo comentarios sobre el Banco Mundial, creado durante la Conferencia de Bretton Woods en 1944, y el Fondo Monetario Internacional, una institución relacionada. John Maynard Keynes, economista británico, y Harry Dexter White habían elaborado planes y normas para estas instituciones. Efectivamente, eran una creación angloamericana. Ambas instituciones tienen su sede en Washington D. C., el Banco Mundial dirigido por un americano y el FMI por un europeo. Supuestamente, Maclean informó al KGB que estarían bajo el control del capital financiero estadounidense. Es posible que esto fuera verdad, ya que la mayor parte del capital inicial del banco, unos $7,670,000 millones, provenía principalmente de EE. UU. Sin embargo, esta información no era secreta, y tampoco resultó muy útil. Ahora que se han publicado las transcripciones Venona, queda claro que los 12 telegramas enviados por Maclean no contenían esa información. De hecho, ni él ni su controlador hicieron comentarios al respecto, por lo que es posible que esta información puede haber sido falsa, difundida deliberadamente por la inteligencia británica para proteger a Philby, que seguía siendo operativo.
Los documentos Venona identificaron a Harry Dexter White como agente soviético al que se refería en varias ocasiones con los siguientes nombres en clave: «abogado» "Richard", y "Jurist"., «Richard» y «jurista». Dos años después de su muerte, en un memorando fechado el 15 de octubre de 1950, y mediante pruebas recabadas durante el Proyecto Venona, la FBI identificó a White como fuente soviética con el nombre en clave de «Jurist». Años más tarde, el Departamento de Justicia admitió la existencia del Proyecto Venona, que había permitido desencriptar de los telegramas intercambiados con la URSS, en los que se señalaba que White era «Jurist» una fuente de inteligencia soviética. White fue el principal arquitecto estadounidense del Banco Mundial y el FMI.
Tras su desaparición, el Departamento de Estado admitió que Maclean había formado parte de la comisión que intercambiaba información entre los socios que participaban en el desarrollo de la bomba atómica. Añadió que la información sobre materiales fisionables, procesos de producción, tecnología de armamento, y el desarrollo de reservas de materiales fisionables y armamento había terminado en 1946. Maclean disponía de información sobre patentes atómicas canadienses, estadounidenses y británicas, para uso en tiempo de paz, así como de las cantidades de uranio disponible en cada uno de estos países en ese momento. Algunos de los datos a los que tenía acceso en 1947 y 1948 (como Secretario de la Comisión Conjunta de Política sobre la Política de Energía Atómica) eran secretos y seguramente resultaron muy útiles en ese momento para el Departamento Soviético de Energía Atómica y los planificadores estratégicos. Sin embargo, esta información estaría obsoleta en 1951 debido a los cambios que se produjeron en el ritmo y el alcance del programa estadounidense.
El autor S.J. Hamrick (pseudónimo de W.T. Tyler, funcionario del Ministerio de Asuntos Exteriores) sostiene que Maclean exageró deliberadamente el tamaño de las reservas.

### Descubrimiento y escape

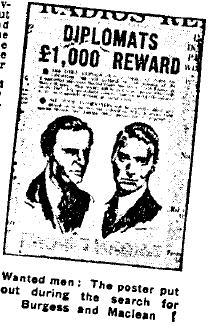
Publicación de fbi desclasificando al hombre

Maclean tuvo poco acceso a los mensajes entre Winston Churchill y Franklin D. Roosevelt, que normalmente no pasaban por el Departamento de Estado estadounidense ni por el Ministerio de Asuntos Exteriores británico. En los documentos Venona solo se descubrió un mensaje de este tipo, concretamente un resumen de las opiniones de Churchill sobre Europa Oriental que el embajador británico, Lord Halifax pensaba exponer a Roosevelt. Stalin siempre dio la impresión de que ya conocía la información comunicada por el primer ministro y el presidente en el congreso de Tehran en 1943, la Conferencia de Yalta a principios de 1945 y la Conferencia de Potsdam a mediados de 1945. No le sorprendió cuando se le comunicó que los EE.UU lanzaría una bomba de un potencial enorme sobre Japón porque, ya en esas fechas hacía varios años que conocía el Proyecto Manhattan, gracias al trabajo de los agentes de espionaje atómico.
La mayoría de los telegramas de Maclean publicados por el gobierno de EE.UU en 1999 contienen mensajes de rutina entre Lord Halifax, embajador británico en Washington y el Ministerio de Asuntos Exteriores en Londres, o son copias de informes del embajador británico en Moscú, Sir Archibald Clark-Kerr a Londres. En muchas ocasiones parecen haber sido redactados por el ministro de Asuntos Exteriores, Sir Anthony Eden, en nombre de Winston Churchill y expresaban preocupación sobre las maniobras políticas soviéticas en Polonia y Rumanía. Churchill intentaba coordinar la respuesta de los Aliados a la imposición por parte de Stalin de un rígido control soviético. Sin embargo, Roosevelt no demostró ningún interés en bloquear las acciones de Stalin en la Europa Oriental liberada.
El papel de Maclean se descubrió cuando se descifró el nombre en clave HOMER (GOMER en ruso) en el marco del proyecto Venona llevado a cabo en Arlington Hall, Virginia y Eastcote en Londres entre 1945 y 1951. Se relacionaba con mensajes encriptados entre Nueva York, Washington y Moscú, para los cuales los encriptadores soviéticos habían reutilizado libretas de un solo uso. La versión completa de las transcripciones de Venona se publicaron en 1996 y contienen un resumen de un telegrama de Churchill, contado por Maclean, durante 1944 y 1945. En 1949 Robert Lamphere, un agente del FBI encargado del espionaje ruso, conjuntamente con los expertos en criptografía que trabajaban en el proyecto Venona, descubrieron que un agente llamado Gomer había enviado 12 telegramas encriptados, seis de los cuales habían salido de Nueva York entre junio y septiembre de 1944 y seis desde Washington en abril de 1945. El primer telegrama enviado, aunque no fue el primero en ser descifrado, describió un encuentro con Serguei el 25 de junio y el próximo viaje de Gommer (sic) a Tyre (Nueva York), donde se encontraba su esposa embarazada, en casa de la madre de esta. Este mensaje se descifró en abril de 1951. Se elaboró una lista de nueve hombres que potencialmente podrían ser Homer, y Maclean estaba entre ellos.
Un segundo telegrama el 2-3 de agosto de 1944 contenía una descripción, pero no una transcripción de un mensaje de Churchill (Jabalí o «Boar» en inglés) a Roosevelt (Capitán) que Homer decía haber descifrado. Sugería que Churchill estaba intentando convencer a Roosevelt para que abandonara sus planes para la Operación Anvil, la invasión de Provence y, en su lugar, adoptara un ataque por Venecia y Trieste hasta llegar a Austria. Esta propuesta era típica del pensamiento estratégico de Churchill ya que siempre buscaba movimientos por los flancos. Sin embargo, tanto los generales americanos como los británicos lo rechazaron de plano.
Poco después del inicio de la investigación de Lamphere, Kim Philby, otro integrante del grupo de los cinco de Cambridge fue enviado a Washington como enlace británico con la CIA-FBI-NSA. Tuvo acceso al material de Venona, y se dio cuenta de que Homer era Maclean, dato que confirmó su controlador soviético. Sabía que algunos de los mensajes encriptados se habían enviado desde Nueva York, ciudad que Maclean había visitado con frecuencia para ver a su familia que se hospedaba allí en casa de la madre de Melinda.
Empezó a aumentarse la presión sobre Philby. Si Maclean confesaba haber enviado los mensajes, los demás integrantes del grupo de los Cinco de Cambridge se verían implicados. Philby había conocido a Maclean en Cambridge y había viajado a Moscú con él de vacaciones antes de la guerra. Convencidos de que Maclean confesaría al MI5, Philby y Guy Burgess decidieron que Burgess viajaría en el transatlántico Queen Mary con destino a Londres, para advertir a Maclean, que trabajaba allí como jefe del negociado de EE.UU en el Ministerio de Asuntos Exteriores. Burgess recibió tres multas por exceso de velocidad en un solo día y atacó a un policía de tráfico en Virginia. El Gobernador se quejó ante el embajador británico y a Burgess se le envió de vuelta a Londres castigado y desacreditado.
Philby pasó esta información a los soviéticos, los cuales querían desesperadamente que Maclean se escapara ya que temían que, en su estado actual, se rompería inmediatamente en el interrogatorio. Maclean vaciló, le daba miedo irse y también quedarse, hasta que pudo hablar con Melinda sobre la posible huida. Según Modin, ella contestó «Tienen toda la razón ─ vete en seguida, no pierdas ni un solo momento más».
Al igual que muchos otros, Cyril Connolly era reacio a aceptar que Burgess y Maclean hubieran espiado a favor de la Unión Soviética: «Son miembros de la clase gobernante, de la alta administración del Estado, los que nos gobiernan… si ellos son traidores, han traicionado a sí mismos», escribió posteriormente.
El 25 de mayo de 1951, el mismo día de su cumpleaños 38, Maclean y Burgess llegaron hasta el puerto de Southapton, tomaron un ferry hasta Francia y «desaparecieron». Cinco años más tarde Khrushchev confirmó que ambos se encontraban viviendo en la Unión Soviética.
El día 28, Melinda llamó al Ministerio de Asuntos Exteriores para saber si su esposo se encontraba allí. La seguridad de Melinda en la llamada, así como también en las entrevistas que la realizó el MI5, terminó por convencer a las autoridades británicas de que desconocía totalmente el paradero de su esposo. Unos días más tarde dio a luz a su tercer hijo. Poco tiempo después, Melinda con sus hijos se reunirían con Donald en Moscú.

### Vida en Moscú
Maclean asimiló la vida en la Unión Soviética y se volvió un ciudadano soviético respetado. Aprendió ruso, recibió un doctorado y se convirtió en un especialista en economía mundial y política económica occidental. 
En febrero de 1956, las agencias Reuters y The Sunday Times lograron entrevistar a Maclean y Burgess, exponiéndolos oficialmente como ciudadanos rusos, aunque negarían formalmente su accionar como espías internacionales, con el apoyo de la agencia TASS. Maclean se desempeñó como profesor de inglés y economista experto en política internacional. Posteriormente realizaría labores en el Ministerio de Asuntos Exteriores y en el Instituto de Economía Mundial y Relaciones Internacionales, donde publicaba bajo el seudónimo de S. Madzoevsky. Frecuentemente escribía sobre economía para revistas científicas.
Fue condecorado con la orden del combate y la Orden de la Bandera Roja del Trabajo.
Finalmente, el matrimonio entre Donald y Melina terminó, volviendo ella a Londres en 1979. 

### Muerte
Donald Maclean falleció el 6 de marzo de 1982 en Moscú, luego de agravársele una neumonía. Fue cremado y sus cenizas enviadas a Buckinghamshire, donde fue sepultado junto a sus padres. En su obituario, Izvestia lo presentó como Donald Donaldovich Maclean, un «convencido comunista».